# (21023) 1989 DK
(21023) 1989 DK là một tiểu hành tinh vành đai chính. Nó được phát hiện bởi Henri Debehogne ở Đài thiên văn La Silla ở Chile ngày 28 tháng 2 năm 1989.